# Ostracion solorensis
Ostracion solorensis är en fiskart som beskrevs av Pieter Bleeker 1853. Ostracion solorensis ingår i släktet Ostracion och familjen koffertfiskar. Inga underarter finns listade i Catalogue of Life.